# Jogos Centro-Asiáticos de 1995
Os Jogos Centro-Asiáticos de 1995 foram a primeira edição do evento multiesportivo, que ocorreu em Tashkent, no Uzbequistão. Um dos locais de competição foi o estádio Pakhtakor Maraziy

## Participantes
Cinco países participaram do evento:
- Cazaquistão
- Quirguistão
- Tajiquistão
- Turquemenistão
- Uzbequistão